# Karl Weierstrass
Karl Weierstrass (ook gespeld als Weierstraß) (Ostenfelde, 31 oktober 1815 — Berlijn, 19 februari 1897) was een Duitse wiskundige. Hij staat bekend als de "vader van de moderne analyse".

## Biografie
Karl Weierstrass werd geboren in het dorp Ostenfelde in Westfalen. Dit dorp maakt nu deel uit van de gemeente Ennigerloh in de Duitse deelstaat Noordrijn-Westfalen. Hij was de zoon van Wilhelm Weierstrass en Theodora Vonderforst. Zijn vader, die ten tijde van zijn geboorte secretaris van de burgemeester was en later een belastingambtenaar, wilde dat zoon Karl ook ambtenaar zou worden.
Op het gymnasium bleek Weierstrass' belangstelling voor de wiskunde. Na zijn diploma behaald te hebben, werd hij naar de Universiteit van Bonn gestuurd en met het oog op de door zijn vader gewenste loopbaan ingeschreven voor studies rechten, economie en boekhouden. Zelf voelde Weierstrass nog altijd meer voor de wiskunde en nam daarom privéles, wat ten koste ging van zijn geplande studies. Uiteindelijk verliet hij de universiteit zonder bul en ging hij wiskunde studeren aan de Universiteit van Münster.
Via zijn vader kreeg Weierstrass een aanstelling bij een opleidingscentrum voor leraren in Münster. Na deze opleiding vond hij in diezelfde stad een baan als docent. Tijdens deze periode hield Weierstrass zich ook nog bezig met zijn eigen studies en volgde hij de colleges van Christoph Gudermann, wat zijn interesse in elliptische functies aanwakkerde.
Vanaf 1850 was Weierstrass, hoewel langdurig ziek, toch in staat om publicaties te voltooien die hem roem en aanzien brachten. In 1857 werd hij aan de Universiteit van Berlijn aangesteld als hoogleraar in de wiskunde. Vanaf 1894 zat hij in een rolstoel. In 1895 kreeg hij de Copley Medal. Weierstrass stierf te Berlijn aan een longontsteking.

## Correctheid van de infinitesimaalrekening
Weierstrass was buitengewoon geïnteresseerd in de correctheid van de infinitesimaalrekening. In zijn tijd ontbrak het nog aan een strenge formulering van de differentiaalrekening, met als gevolg dat veel stellingen op dat gebied niet goed bewijsbaar waren. Hoewel Bernard Bolzano al in 1817 (en mogelijk eerder) met een redelijk formele definitie van een limiet was gekomen, werd zijn werk pas jaren later bekend in brede kring. Terwijl andere wiskundigen, onder wie Cauchy, slechts vage voorstellingen hadden ontwikkeld van limieten en continue functies, definieerde Weierstrass continuïteit als volgt:
{\displaystyle f(x)} is een continue functie in {\displaystyle x=x_{0}} als bij een willekeurige {\displaystyle \epsilon >0} een {\displaystyle \delta >0} bestaat dusdanig dat:
{\displaystyle |x-x_{0}|<\delta \longrightarrow |f(x)-f(x_{0})|<\epsilon .}
Weierstrass gaf ook de definities van afgeleide en limiet die tegenwoordig nog gebruikt worden.
Met deze definities was hij in staat bewijzen te geven voor veel van de stellingen die tot dan toe onbewijsbaar waren. Hieronder waren de middelwaardestelling, de stelling van Bolzano-Weierstrass en de stelling van Heine-Borel.
Vanwege deze resultaten wordt Weierstrass tegenwoordig erkend als grondlegger van de moderne differentiaal- en integraalrekening, die gezamenlijk kunnen worden aangeduid als infinitesimaalrekening. Hij bestudeerde onder meer de algebra, periodieke functies, functietheorie, oneindige reeksen, variatierekening en elliptische functies. Ook gaf hij een axiomatische definitie van een determinant.
Mede naar hem genoemd zijn de stelling van Stone-Weierstrass over de benadering van continue functies, en de stelling van Lindemann-Weierstrass, die Carl Louis Ferdinand von Lindemann in staat stelde de transcendentie van π te bewijzen.

## Enkele van zijn publicaties
- Zur Theorie der Abelschen Functionen (1854)
- Theorie der Abelschen Functionen (1856)

- Bibsys: 90264746
- Bibliothèque nationale de France: cb12381741c (data)
- Catàleg d'autoritats de noms i títols de Catalunya: 981058515052406706
- CiNii: DA03078751
- Gemeinsame Normdatei: 11876618X
- International Standard Name Identifier: 0000 0001 0888 2405
- Library of Congress Control Number: n84806249
- Nationale Bibliotheek van Letland: 000292548
- Mathematics Genealogy Project: 7486
- Nationale Bibliotheek van Tsjechië: mzk2002148067
- Nationale bibliotheek van Australië: 36508857
- Nationale Bibliotheek van Israël: 987007271923205171
- Nationale Bibliotheek van Polen: a0000002509219
- Nationale en Universitaire bibliotheek Zagreb: 000331068
- Nederlandse Thesaurus van Auteursnamen: 071432779
- Istituto Centrale per il Catalogo Unico: TO0V262567
- LIBRIS: 238824
- Système universitaire de documentation: 033951403
- Trove: 1263824
- Virtual International Authority File: 36999173
- WorldCat: E39PBJkHhRdCvkkCJGppq6Dcyd